# 千葉県立千葉工業高等学校

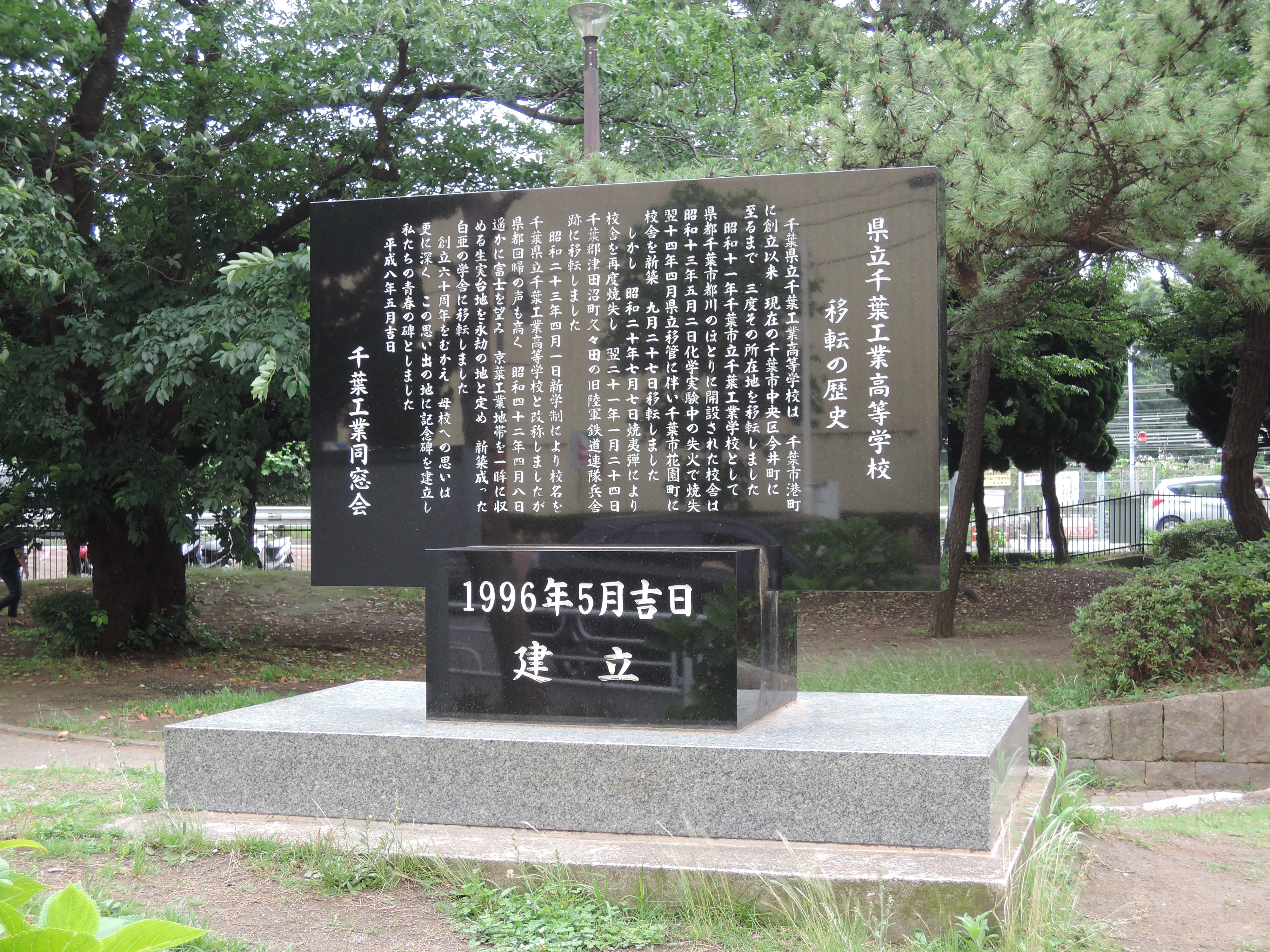
津田沼の学舎跡地に建立された記念碑

千葉県立千葉工業高等学校（ちばけんりつ ちばこうぎょうこうとうがっこう）は、千葉県千葉市中央区今井町に所在する公立の工業高等学校。映画版「スクール☆ウォーズ・HERO」の撮影が行われたことがある。
校舎の屋上には、小型の風力発電機が設置してある。

## 年表
- 1936年（昭和11年）5月5日 - 千葉市立千葉工業学校として千葉市寒川町で開校
- 1939年（昭和14年）4月1日 - 県立移管。千葉県立千葉工業学校に改称。
- 1939年（昭和14年）9月27日 - 検見川校舎に移転（現在の千葉市立花園中学校・小学校の場所）
- 1945年（昭和20年）7月7日 - 千葉空襲で標的となり全焼
- 1946年（昭和21年）1月24日 - 津田沼町の鉄道第2連隊跡北半に移転（南半は後に千葉工大）
- 1948年（昭和23年）4月1日 - 学制改革により千葉県立千葉工業高等学校となる。
- 1967年（昭和42年）4月8日 - 現在地：蘇我に移転
- 1971年（昭和46年）4月1日 - 情報技術科1学級設置(新設)。翌年に実習棟を竣工し当時導入されたコンピューターはNECのNEAC3200。
- 1986年（昭和61年）11月5日 - 創立50周年記念式典挙行
- 1990年（平成2年）3月31日 - 全日制課程の機械科を廃止し、電子機械科とする。コンピューターに関する授業は現状、全日制、定時制共にすべての科で行われている。
- 1990年（平成2年）11月30日 - HR棟、特別教室棟大規模改修工事。
- 1992年（平成4年）5月5日 - 校旗新調。
- 1992年（平成4年）9月1日 - 学校5日制 (月1回) 開始。
- 1994年（平成6年）3月31日 - 家庭科実習棟竣工。
- 1995年（平成7年）4月1日 - 学校5日制 (2回制) 開始。
- 1996年（平成8年）4月1日 - 制服 (男子・女子) 改定。
- 1996年（平成8年）4月1日 - 電子機械科 1学級減。
- 1999年（平成11年）4月1日 - 工業化学科 1学級減。
- 2005年（令和3年）4月1日 - 電気科1学級減。
- 2016年（平成28年）4月1日 - 千葉県初の工業専門学科「理数工学科」を1クラス増設[1]
- 2020年（令和2年）4月1日 - 定時制の機械科と電気科を学科再編成し工業科に[2]
- 2021年（令和3年）4月1日 - 電気科1学級減。

## 設置学科
- 全日制課程
  - 工業化学科
  - 電気科
  - 電子機械科
  - 情報技術科
  - 理数工学科
- 定時制課程
  - 工業科　2年次より機械コースと電気コースに分かれる。

各科にはそれぞれアルファベット一文字の名称が付与されており、工業科学科はC、電気科はE、電子機械科はM、情報技術科はI、理数工学科はS、工業科はTとそれぞれ割り当てられている。
現在は、各科の学級設置数は電子機械科を除き、基本的に1学級となっている。また、定時制課程の工業科に関しては、四年課程となっている。

## 生徒
生徒数については、男子513名、女子41名の計554名（2024年4月現在）となっている。しかし、生徒定員は各学年240名の計720名となっており、慢性的に定員割れとなっている。
1学年につき女子11名という比率であるが、1973年頃は全校で女子数は5、6名であったので増加していると言える。また、女子同士の仲が、学年を問わずとても良いとされている。女子生徒には専用のロッカー室が用意されているが校内が広いため移動に時間がかかり、女子は体育の授業などでは集合時刻に配慮がされることがある。2014年度から女子の同窓会が発足している。また千葉県教育委員会のホームページに「工学女子」として紹介されている。

## 部活動・同好会
体育系
- 柔道部
- ラグビー部
- 野球部
- サッカー部
- 剣道部
- 山岳部
- 陸上部
- ソフトテニス部
- 体操部
- バレー部
- 卓球部
- バスケットボール部
- 剣道部
- 水泳部
- 弓道部

文化系
- コンピューター技術研究部
- 美術部
- 写真部
- 吹奏楽部
- 囲碁部
- 茶道部
- 軽音楽部
- 鉄道研究部
- 掃除部

工業系
- 電気発明創作部
- 機械発明創作部自動車部門
- 機械発明創作部旋盤競技部門
- 理数工学研究部
- 工業化学研究部

## 進路状況
- 就職66.1%（就職内定率100%)
- 専門学校12.2%
- 大学17.7%
- その他2.2%

（令和６年度）
本校の進路についての特徴として挙げられるのは、その高い求人倍率である。全国の高校新卒の平均求人倍率が3.98倍であるのに対し、本校は30.9倍である。また、現在は2016年より新設され、大学進学を目的とした理数工学科を中心に進学率も上昇しつつある。

## 著名な卒業生
- 小野満 - 音楽家
- 関根浩史 - プロ野球選手
- 栗田雄介 - プロ野球選手
- 徳永耕治 - 野球選手 バルセロナ五輪日本代表・銅メダリスト
- 小林攻 - 元成田市長

## アクセス
JR蘇我駅より徒歩20分、
JR蘇我駅・鎌取駅から小湊鉄道バス千葉工業高校前下車、約3分。
1972年(昭和47年頃)までは小湊鉄道バスの協力によってJR蘇我駅から、千葉工業高校の敷地内校舎前までの間を、朝夕2便が運行するバスがあったが、その後廃止された。

## 学校周辺
私立千葉明徳高等学校、千葉明徳短期大学、約1.7Km